# Pepe Barrena
Pepe Barrena es una serie de historietas creada por Roberto Segura para el semanario "Gran Pulgarcito" en 1969. Posteriormente, Andreu Martín escribió también algunas de sus historias.

## Trayectoria editorial
Pepe Barrena es una de las dos creaciones de Segura para "Gran Pulgarcito"; la otra es La Panda. En 1970, Pepe Barrena pasó a "Mortadelo"; y dos años después, a "Super Mortadelo". También apareció en "Zipi y Zape Especial" (1978).

## Argumento y personajes
Pepe Barrena, el protagonista, es un piloto privado, cuya temeridad y defectuoso avión, amenazan su vida y la de sus clientes, causando todo tipo de problemas en el aeropuerto.